# District de Chauny
1790–1795
Entités suivantes :
- Arrondissement de Laon

Le district de Chauny était une division territoriale française du département de l'Aisne de 1790 à 1795.

## Composition
Il était composé de 7 cantons : Anizy, Blérancourt, Chauny, Coucy-le-Château, Genlis, La Fère et Saint-Gobain. 

## Galerie

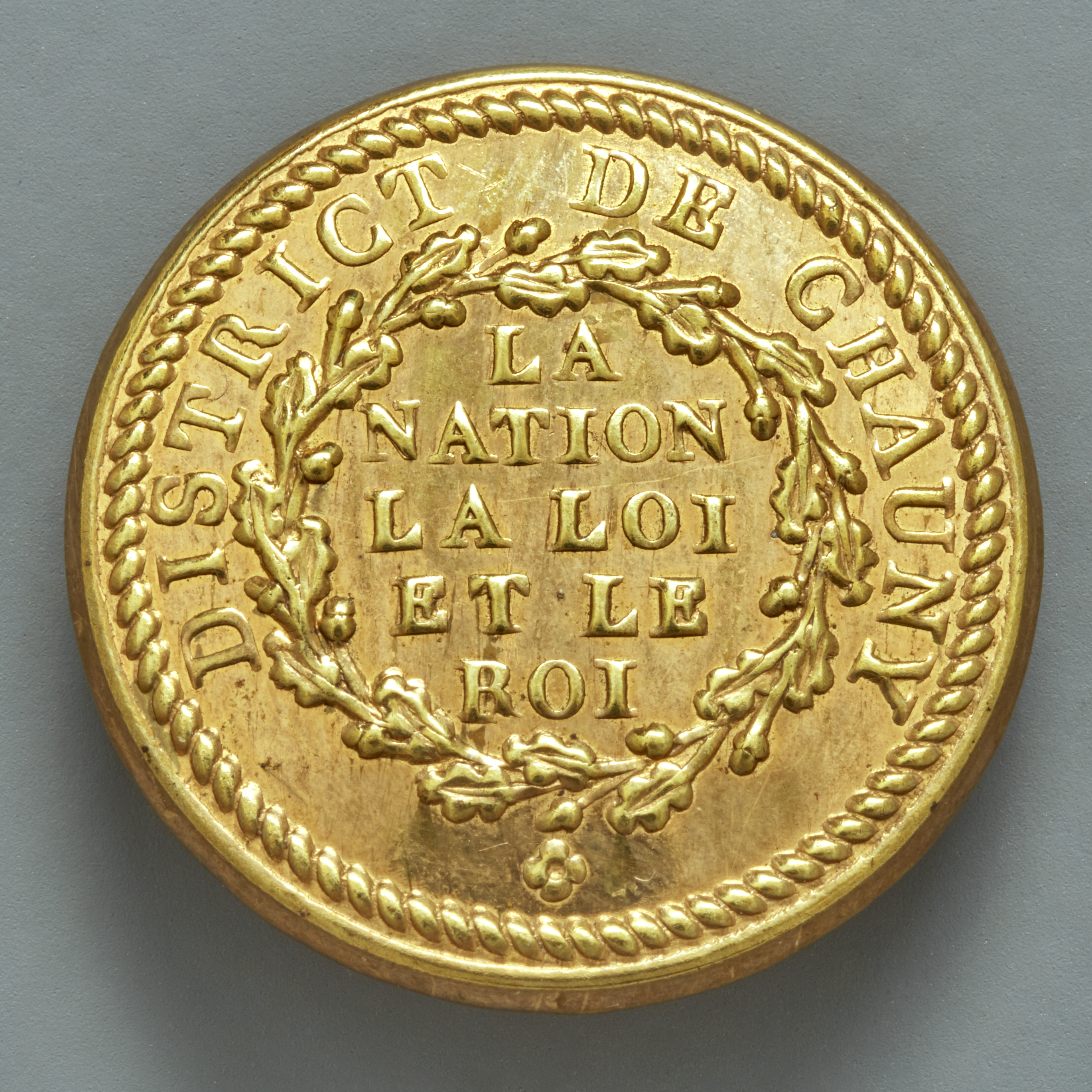
Bouton (musée Carnavalet)

## Liens
- Réduction des justices de paix - Département de l'Aisne